# Lithostege albaria
Lithostege albaria är en fjärilsart som beskrevs av Turati 1802. Lithostege albaria ingår i släktet Lithostege och familjen mätare. Inga underarter finns listade i Catalogue of Life.